# Lacinipolia erecta
Lacinipolia erecta là một loài bướm đêm trong họ Noctuidae.